# Kazimierz Trzciński
Kazimierz Bolesław Tadeusz Trzciński vel Prandota-Trzciński (ur. 27 lipca 1891 w Popowie, zm. 27 września 1979 we Wrocławiu) – podpułkownik kawalerzysta Wojska Polskiego. Kawaler Orderu Virtuti Militari.

## Życiorys
Urodził się w rodzinie ziemiańskiej Tadeusza i Jadwigi z domu Lniskiej. Po ukończeniu Szkoły Rolniczej w Szamotułach, studiował rolnictwo w Krakowie i Monachium. Z chwilą wybuchu I wojny światowej został powołany do armii niemieckiej. W latach 1915–1918 walczył w jej szeregach na froncie zachodnim.
W końcu grudnia 1918 przybył do Poznania, gdzie wziął udział w pierwszych akcjach zbrojnych powstania wielkopolskiego. Następnie został przydzielony do organizującego się Dowództwa Głównego w Poznaniu jako szef łączności . W lutym 1919 awansował do stopnia porucznika. W lipcu tego roku został przeniesiony do 4 Pułku Ułanów Wielkopolskich, który później został przemianowany na 18 Pułk Ułanów Pomorskich.
Od 28 maja 1920 na froncie wschodnim. 7 czerwca 1920 dowodząc 1. szwadronem pułku wyróżnił się szczególnym męstwem w walce pod wsią Nowe Kruki. 25 czerwca obejmuje dowództwo dywizjonu złożonego z 1. i 2. szwadronu pułku. Odznaczył się także w walkach 2 października 1920 pod Gorodyszczem, gdzie wraz z 1. szwadronem 18 pułku wykonując rozkaz ścigania nieprzyjaciela "rozproszył napotkany oddział piechoty bolszewickiej, wyparł piechotę z okopów, otwierając w silnym ogniu drogę do miasteczka Połoneczki". W opinii przełożonych "w każdym boju odznaczał się zimną krwią i wielką samodzielnością". Za tę postawę odznaczony Orderem Virtuti Militari.
3 maja 1922 został zweryfikowany w stopniu rotmistrza ze starszeństwem z 1 czerwca 1919 i 334. lokatą w korpusie oficerów jazdy (od 1924 roku – kawalerii). W 1924 pełnił obowiązki instruktora jazdy w macierzystym pułku w Grudziądzu, a w następnym roku pełnił obowiązki dowódcy szwadronu zapasowego 18 puł. w Toruniu. W 1927 służył w Obozie Szkolnym Kawalerii w Grudziądzu. 18 lutego 1928 został mianowany majorem ze starszeństwem z 1 stycznia 1928 i 41. lokatą w korpusie oficerów kawalerii. W kwietniu tego roku został przeniesiony do 4 Pułku Ułanów Zaniemeńskich w Wilnie na stanowisko dowódcy szwadronu zapasowego w Wołkowysku. W lipcu 1929 został przeniesiony do 3 Pułku Strzelców Konnych w Wołkowysku na stanowisko kwatermistrza. W marcu 1930 został przeniesiony do 17 Dywizji Piechoty w Gnieźnie na stanowisko szefa taborów. Wiosną 1939 w dalszym ciągu pełnił służbę w Dowództwie 17 DP na stanowisku oficera taborowego. Z dniem 31 maja 1939 został przeniesiony w stan spoczynku.
Był prezesem Gnieźnieńskiego Towarzystwa Jeździeckiego. W ostatnich latach okresu międzywojennego gospodarował rodzinnym majątkiem Popowo. W czasie kampanii wrześniowej przedostał się na Węgry, gdzie został internowany .
Po wyzwoleniu pracował w różnych zakładach, a ostatnio w Miejskim Przedsiębiorstwie Instalacyjnym. W 1958 został przeniesiony na emeryturę . W 1973 roku mianowany na stopień podpułkownika za udział w powstaniu wielkopolskim. Zmarł 27 września 1979 we Wrocławiu. Został pochowany w rodzinnym grobowcu na cmentarzu w Ostrowie nad Gopłem.

## Życie prywatne
Żonaty z Marią Różycką. Brak dzieci.

## Ordery i odznaczenia
- Krzyż Srebrny Orderu Wojskowego Virtuti Militari nr 3163[4][19][20]
- Krzyż Walecznych[20][4]
- Medal Niepodległości[20]
- Medal Pamiątkowy za Wojnę 1918–1921 „Polska Swemu Obrońcy”[5]
- Wielkopolski Krzyż Powstańczy – 17 września 1971[5]

## Awanse
- podporucznik – 1917
- porucznik – 2 III 1919[4]
- rotmistrz – 3 V 1922[4]
- major – 1 I 1928
- podpułkownik – 1973